# Diplastrella ornata
Diplastrella ornata är en svampdjursart som beskrevs av Rützler och Sarà 1962. Diplastrella ornata ingår i släktet Diplastrella och familjen Spirastrellidae. Inga underarter finns listade i Catalogue of Life.